# Rambala
Rambala è un comune (corregimiento) della Repubblica di Panama situato nel distretto di Chiriquí Grande, provincia di Bocas del Toro. Si estende su una superficie di 33.6 km² e conta una popolazione di 1.682 abitanti (censimento 2010).